# Pteroplatus transversalis
Pteroplatus transversalis là một loài bọ cánh cứng trong họ Cerambycidae.